# هنري غراتن دونيلي
هنري غراتن دونيلي (بالإنجليزية: Henry Grattan Donnelly)‏ هو كاتب أمريكي، ولد في 1850، وتوفي في 1931.